# Longue-Pointe-de-Mingan
Longue-Pointe-de-Mingan, municipalité de la  MRC Minganie (municipalité régionale de comté), située dans la région de la Côte-Nord, au Québec, Canada,.

## Toponymie
Le village doit son nom à une pointe de sable qui s'avance vers le golfe du Saint-Laurent.

## Histoire
Ce petit village a été fondé en 1849 par des pêcheurs venus de la région de Paspébiac, en Gaspésie, et avec, à leur tête, Thaddée Leblanc.

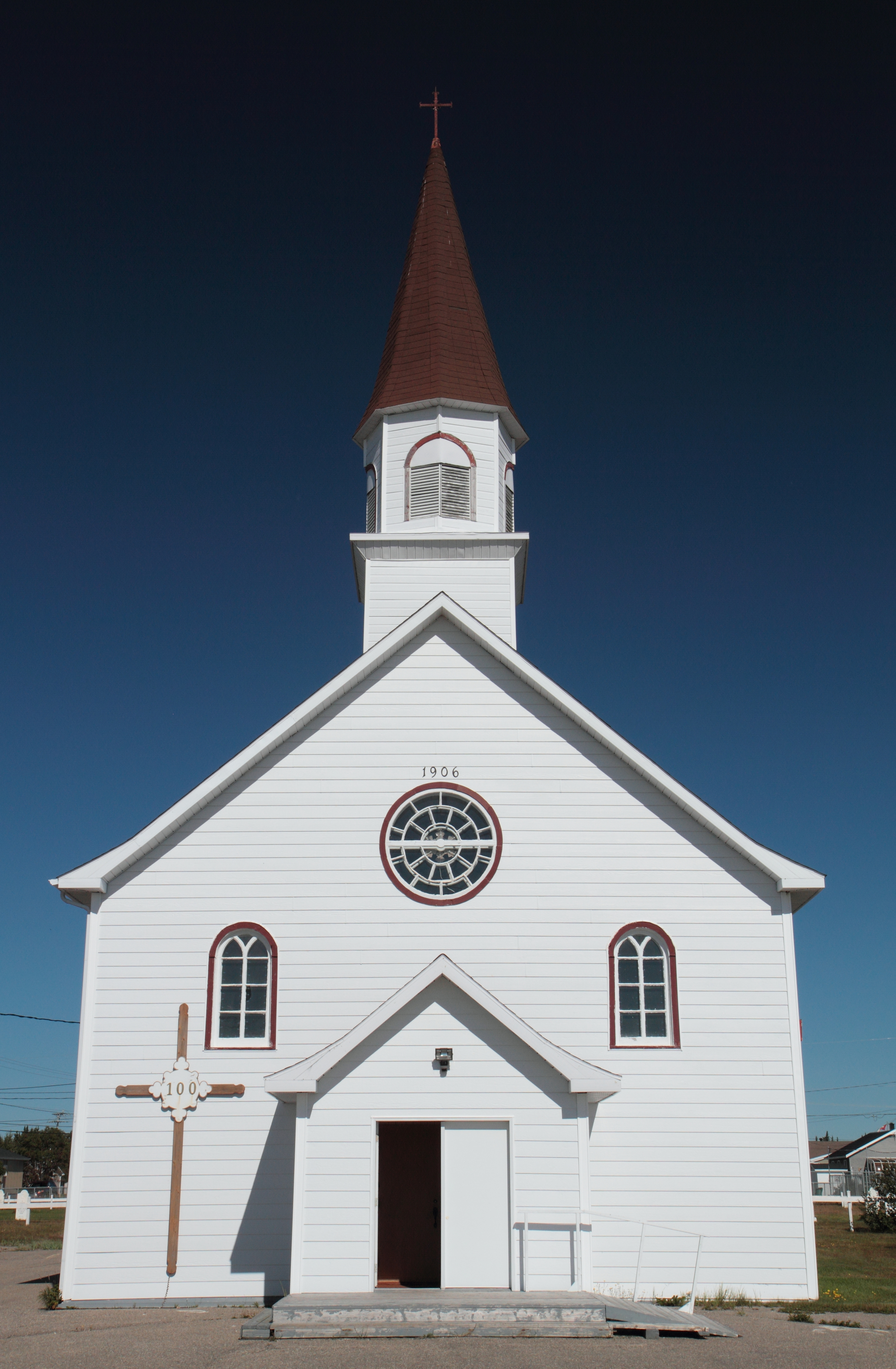
L'église du village

## Démographie

### Population
| 1991 | 1996 | 2001 | 2006 | 2011 | 2016 | 2021 |
| ---- | ---- | ---- | ---- | ---- | ---- | ---- |
| 552  | 537  | 505  | 430  | 479  | 434  | 408  |

Sa population, en 2016, s'élève à 434 habitants qui vivent principalement du tourisme, de la transformation des produits de la mer, des biens et services et de la pêche.
Les principaux patronymes des familles fondatrices ou établies avant 1976 (année du raccordement avec l'ouest du Québec par l'ouverture de la route 138) et, pour la plupart, toujours représentés : Albert, Beaudin, Beaudry, Bond, Boucher, Burgess, Chiasson, Collin, Gagnon, Gravel, Kavanagh, Leblanc, Loiselle, Maloney, Méthot, Paquet, Paradis, Poirier, Rail, Vaillancourt, Vibert, Ward.

### Langues
La population de Longue-Pointe-de-Mingan compte 96,9 % de francophones, 1 % d'anglophones et 2,1 % d'innuphones (innu-aimun).

## Administration
Les élections municipales se font en bloc pour le maire et les six conseillers.
| Longue-Pointe-de-Mingan Maires depuis 2001                                                                           |                  |         |          |
| Élection | Maire            | Qualité | Résultat |
| 2001 | Jean-Luc Burgess |         | Voir     |
| 2005 | Jean-Luc Burgess | Voir    |          |
| 2009 | Jean-Luc Burgess | Voir    |          |
| 2013 | Jean-Luc Burgess | Voir    |          |
| 2017 | Martin Beaudin   |         | Voir     |
| 2021 | Ginette Paquet   |         | Voir     |
| Élection partielle en italique Depuis 2005, les élections sont simultanées dans toutes les municipalités québécoises |                  |         |          |

## Attraits
Directement situé sur le bord du golfe du Saint-Laurent, Longue-Pointe-de-Mingan profite d'une plage de sable fin : toutefois la température de l'eau n'y dépasse guère les 4 degrés. La municipalité a aménagé un trottoir de bois le long de la rive.

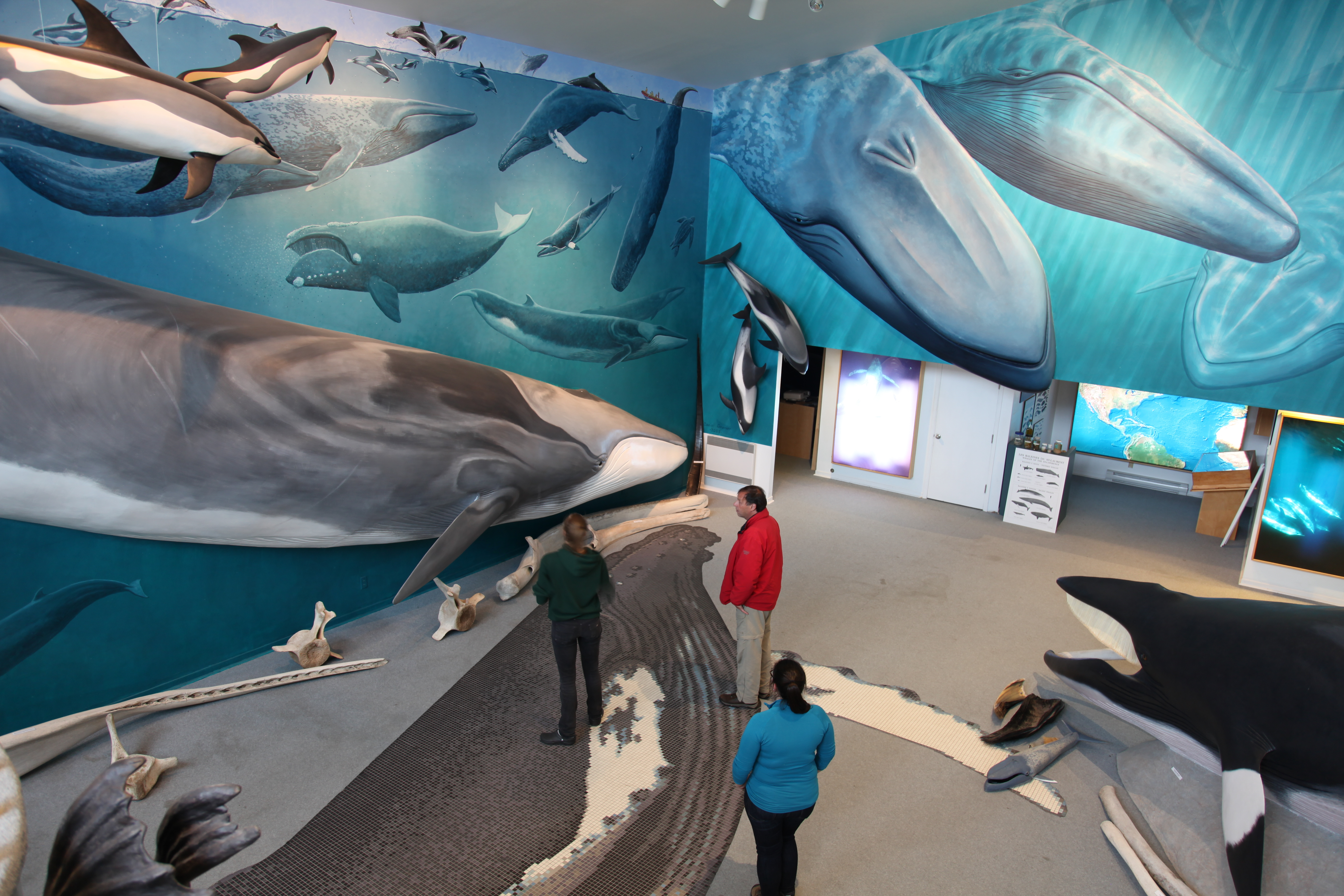
Musée de la station de recherche des îles Mingan en 2017

Face au village, on trouve les premières îles du parc national de l'Archipel-de-Mingan. Sont visibles de la côte : l'île aux Bouleaux, l'île Nue de Mingan et l'île aux Perroquets. Cette dernière doit son nom aux nombreux macareux moines (aussi appelé perroquets de mer) qui y résident en été.
Des excursions sont offertes à Grande Île, à l'île Nue de Mingan et l'île aux Perroquets, accompagnées d'un interprète de Parcs Canada.
Le village tient, en juillet de chaque année, le festival des Paspayas, avec défilé de chars allégoriques et feux d'artifice, bingo, déjeuner et souper communautaire, projection d’un film à l’extérieur, concerts, tournoi de volley-ball, jeux gonflables. Depuis 1999, le festival rassemble environ 1200 personnes, soit trois fois la population du village.
Fondée en 1979, la station de recherche des îles Mingan avec un petit musée est ouverte au public. Cette station est la première à mener des recherches à long terme sur les cétacés dans le golfe du Saint-Laurent, en particulier sur le rorqual bleu (Balaenoptera musculus), une espèce menacée de disparition. Depuis 1983, les biologistes ont identifié 450 rorquals bleus, dont 70 baleineaux.

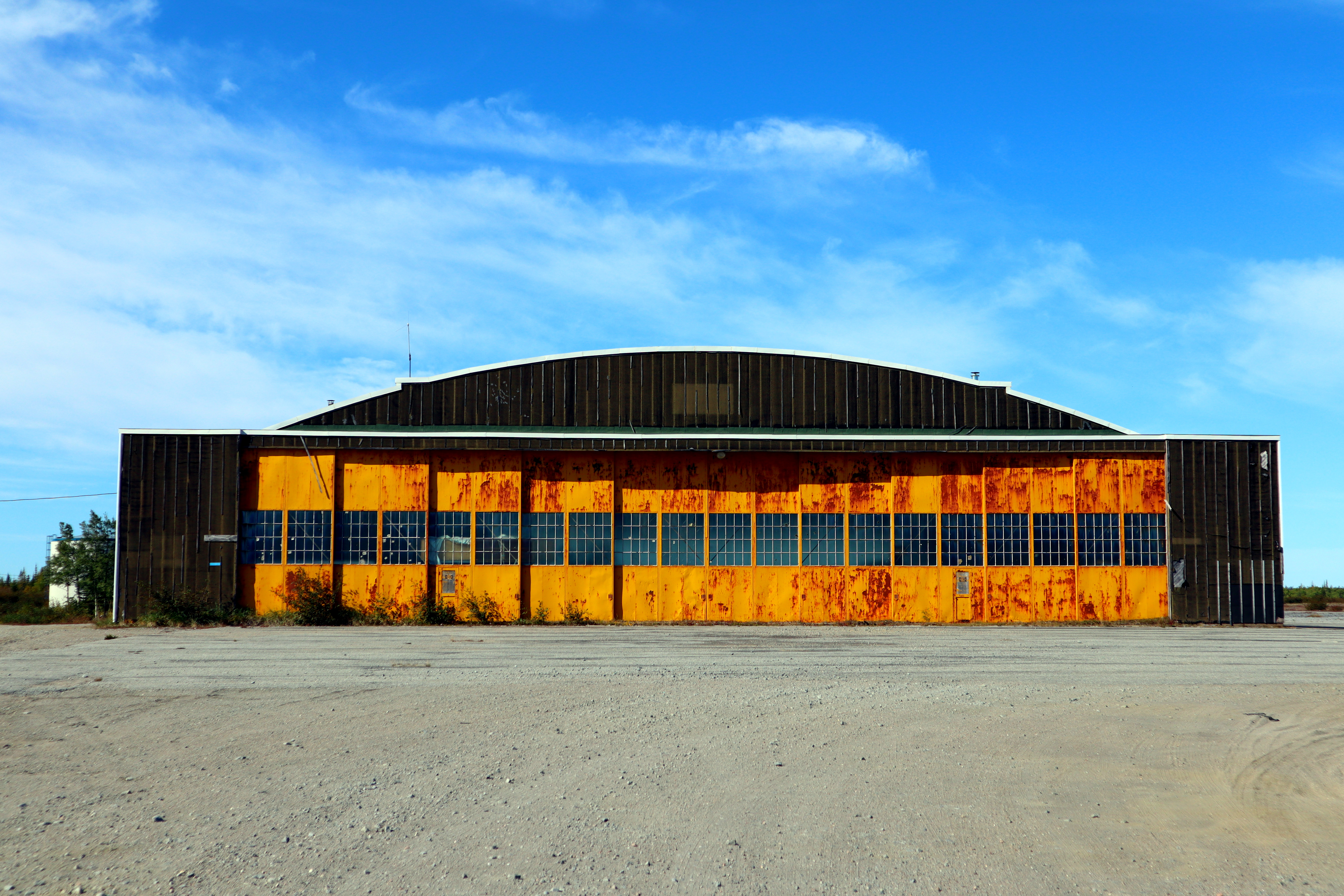

## Aéroport
À quelques kilomètres de la ville, un ancien aéroport militaire a servi durant la Seconde Guerre mondiale. Il est à présent désaffecté, mais on y retrouve les principaux bâtiments de l'époque. La piste sert maintenant aux hélicoptères nolisés par les chasseurs.